# Малахівка
Мала́хівка — село в Україні, у Коростенському районі Житомирської області. Населення становить 6 осіб станом на червень 2019 року.

## Географія
У селі бере початок річка Гнилуша.

## Історія
У 1775 році пан Млодзейовський програв в карти п'ять сімей кріпосних селян з Липників пану Малаховському, який змусив їх поселитися на нових неродючих і заболочених землях. Саме від прізвища пана і пішла назва поселення. 
У 1906 році село Норинської волості Овруцького повіту Волинської губернії. Відстань від повітового міста 40 верст, від волості 196. Дворів 27, мешканців 182.
Внаслідок Чорнобильської катастрофи 1986 року село входить до зони безумовного (обов'язкового) відселення.

## Транспорт
- Возлякове (зупинний пункт)